# Cryphia blepharista
Cryphia blepharista är en fjärilsart som beskrevs av Charles Boursin 1954. Cryphia blepharista ingår i släktet Cryphia och familjen nattflyn. Inga underarter finns listade i Catalogue of Life.